# Gérard Jaquet
Gérard Jean Charles Jaquet (ur. 12 stycznia 1916 w Malakoff, zm. 13 kwietnia 2013 w Paryżu) – francuski polityk, lekarz i związkowiec, minister terytoriów zamorskich, deputowany Zgromadzenia Narodowego i poseł do Parlamentu Europejskiego I kadencji.

## Życiorys
Pochodził z klasy średniej, syn kontrolera i nauczycielki. Ukończył medycynę na Uniwersytecie Paryskim, w 1942 obronił doktorat. Od 1932 należał do Francuskiej Sekcji Międzynarodówki Robotniczej, był jej sekretarzem federalnym i zastępcą sekretarza generalnego. Został także sekretarzem ruchu studenckiego Étudiants socialistes w Paryżu. Podczas II wojny światowej do 1940 służył jako lekarz, następnie działał w ruchu oporu Comité d'action socialiste. Od 1941 do 1942 był więziony za podrabianie dowodów tożsamości. W 1944 po zdradzie aresztowany i torturowany przez Gestapo przez okres około dwóch tygodni.
Zaangażował się w działalność Partii Socjalistycznej, od czasów wojennych jako zastępca jej sekretarza generalnego i skarbnik. Po wyzwoleniu Paryża tymczasowo zasiadał w tamtejszej radzie miejskiej. W latach 1945–1958 zasiadał w Konstytuancie dwóch kadencji oraz Zgromadzeniu Narodowym I, II i III kadencji; od 1947 kierował komisją mającą wyjaśnić wydarzenia II wojny światowej. Należał też do Zgromadzenia Parlamentarnego Rady Europy oraz od 1952 do Zgromadzenia Europejskiej Wspólnoty Węgla i Stali. Był sekretarzem stanu odpowiedzialnym za informację (1956–1957), następnie ministrem terytoriów zamorskich (1957, 1957–1958) w rządach Maurice’a Bourgès-Maunoury’ego i Félixa Gaillarda. Przez wiele lat kierował francuską sekcją europejskiej partii lewicowej. W 1958 przegrał wybory i czasowo wycofał się z polityki.
Od 1958 do 1961 działacz i wiceprezydent Ruchu Europejskiego, następnie kierował dziennikiem „Le Populaire” i pracował w wydawnictwie Éditions Rencontre. Od 1971 do 1975 był sekretarzem narodowym Partii Socjalistycznej, współpracował blisko z François Mitterrandem. W 1976 objął stanowisko Conseiller d'État w ramach Rady Stanu. W 1979 wybrano go do Parlamentu Europejskiego, gdzie przystąpił do frakcji socjalistycznej. Od 1979 do 1982 był wiceprzewodniczącym PE.

## Życie prywatne
Od 1944 żonaty z Micheline Priol (zm. 1947 w wypadku samochodowym), miał z nią dwoje dzieci. W 1950 ożenił się z Geneviève Yanievitcheff. Od lat 50. do 80. był aktywnym działaczem lóż masońskich, w tym Wielkiego Wschodu Francji.

## Odznaczenia
Odznaczony m.in. Legią Honorową, Orderem Narodowym Zasługi oraz Medalem Ruchu Oporu.